# Ил-24Н
Ил-24Н — самолёт ледовой разведки, разработанный на базе Ил-18Д. Самолёт оснащался радиолокационной аппаратурой, которая позволяла вести ледовую разведку при проводке караванов судов по Северному морскому пути.

## История создания
Работа по созданию самолёта ледовой разведки Ил-24Н, предназначенного для получения информации о ледовом покрове с целью обеспечения транспортного мореплавания, началась в конце 1970-х годов под руководством Г. В. Новожилова.
Всего были построены два самолёта: СССР-75449 и СССР-75466.
Получение информации о ледовом покрове обеспечивала система «Нить». «Нить» состояла из радиоэлектронного комплекса «Нить-К» (комплекс установлен внутри фюзеляжа; в обтекателе под фюзеляжем установлены антенны комплекса) и системы «Нить-Л» на корабельном приёмном пункте. Информация от радиолокационной станции отображалась на мониторах на шести рабочих местах операторов в пассажирской кабине самолёта.
Система «Нить» обеспечивает получение детального изображения ледового покрова и земной поверхности, независимо от освещённости, днём и ночью, в любых метеоусловиях. Полученную информацию обрабатывали специалисты-гидрологи, которые составляли карту ледовой обстановки. На карту наносились толщина льда, зона торосов и другая информация необходимая для капитанов морских судов. Оптимальной высотой для работы системы «Нить» являлась высота 6500 метров.
Первые испытательные полёты на ледовую разведку в Арктику были проведены в мае 1985 года.